# Суон Вали
Суон Вали (на английски: Swan Valley) е град в окръг Бонвил, щата Айдахо, САЩ. Суон Вали е с население от 213 жители (2000) и обща площ от 26,7 km². Намира се на 1620 m надморска височина. ЗИП кодът му е 83449, а телефонният му код е 208.